# Frances Haugen
Frances Haugen est une ingénieure et lanceuse d'alerte américaine, scientifique des données et gestionnaire de projets. Ancienne employée de Facebook, elle divulgue des dizaines de milliers de documents internes de la compagnie (« Facebook Files ») à la Securities and Exchange Commission (SEC) et au Wall Street Journal en 2021. Elle accuse l’entreprise de privilégier son profit au détriment de la sûreté des données de ses utilisateurs et de l'éthique. Certains observateurs estiment que les articles du Wall Street Journal, publiés à partir du 13 septembre 2021, après enquête de 18 mois faite par un groupe de journalistes coordonnés par Jeff Horwitz, pourraient bien avoir autant d'impact que le scandale Facebook-Cambridge Analytica.

## Jeunesse et formation
Frances Haugen naît et grandit à Iowa City, dans l'Iowa, où elle fréquente l'Iowa City West High School (en). Elle étudie l'informatique et le génie électrique dans la première classe de ce programme au collège Olin (en). Elle obtient ensuite une maîtrise en administration des affaires à la Harvard Business School.

## Carrière
Frances Haugen travaille pour de grandes entreprises de la Silicon Valley (dont Google Search et Pinterest) en tant qu'ingénieure et chef de produit. Elle a exercé des fonctions similaires chez Yelp pour améliorer la recherche à l'aide de la reconnaissance d'images.
En 2019, Facebook la recrute pour lutter contre la désinformation au sein du département d'intégrité civique. 

### Révélations sur l'intégrité éthique et civique de Facebook
De 2019 à 2021, au sein de l'entreprise, Frances Haugen constate que la direction peine à prendre conscience de son potentiel de préjudice et à le corriger. 
Elle entame alors une démarche de lanceuse d'alerte et explique avoir pour cela copié secrètement des dizaines de milliers de pages de recherches internes de Facebook, afin de fournir les preuves que l'entreprise ment délibérément au public et aux autorités sur ses progrès en matière de lutte contre les contenus haineux, la violence en ligne et la désinformation. Sur ces bases, Frances Haugen a déposé huit plaintes de dénonciatrice auprès de la Securities and Exchange Commission (SEC), alléguant que Facebook a notamment induit les investisseurs en erreur « pour prioriser sa croissance à la sécurité ». 
En particulier, selon Frances Haugen et d'après l'enquête journalistique faite à partir de ses données et de nombreuses interviews de personnels de Facebook :
- Les dirigeants de Facebook n'ont pas tenu compte des recherches internes montrant que le média social amplifie « le contenu haineux, polarisant [et] source de division »[trad 2] et ce, au détriment de la sécurité publique[9], sauf pour utiliser ces travaux pour entretenir les contenus de défiance et de haine de manière à maintenir ou augmenter l'audience de Facebook. Le 3 octobre 2021, à l'émission 60 Minutes de CBS, où elle a été invitée par Scott Pelley pour discuter de ses affirmations[10],[9], Frances Haugen y révèle comment Facebook a créé un programme utilisant diverses méthodes, notamment l'amplification de la haine, de la désinformation et des troubles politiques, pour augmenter l'affluence des internautes et leur durée de présence sur sa plateforme.
- La direction de Facebook savait, via une étude interne, qu'Instagram était source de dégâts psychologiques sur les jeunes femmes et adolescentes (32 % de ces dernières déclarent que « leurs complexes sont amplifiés par la plateforme » ; 13 % des Britanniques et 6 % des Américaines imputent à Instagram leurs idées suicidaires[11]). Comme l'a fait l'industrie du tabac autrefois, Facebook a caché des informations cruciales au Congrès des États-Unis, et au lieu de réparer les torts de cette application, travaillait au contraire à lancer un Instagram réservé aux moins de 13 ans[11]. En mars 2021, Mark Zuckerberg prétend devant le Congrès américain que Facebook a bien étudié les effets d'Instagram sur les enfants, sans observer de complications particulières. Sommé en août 2021 de partager les conclusions des études internes faites pour préparer le lancement d'un Instagram pour les moins de 13 ans, il n'avait pas répondu à cette demande[11].
- Un projet interne de Facebook baptisé « cross check » (ou « XCheck ») a listé plus de 5,8 millions de personnalités VIP (personnalités politiques et du monde du spectacle le plus souvent)[12]. Ces dernières sont jugées par Facebook comme appartenant à une élite méritant un traitement particulier[13],[3]. Les contenus postés par ces personnes échappent aux règles automatiques de modération (s'appliquant théoriquement à tous). Le footballeur Neymar a ainsi pu poster sur Instagram des photos d'une femme nue, qui l'avait accusé de viol[3].
Le porte-parole de Facebook Andy Stone a répondu qu'il ne s'agissait pas d'un « système de justice à deux vitesses », mais d'un autre type de vérification ; les posts de ces VIP étant vérifiées « à la main » par des humains, en interne à Facebook[3]. La vérification « manuelle » demandant plus de temps, ceci expliquerait que des contenus complotistes ou des fake news émanant de ces « VIP » ou relayés par eux persistent en ligne bien plus que s'ils étaient vérifiés par des bots[3].
- Des mémos internes montrent que le changement d'algorithme de Facebook en 2018 pour assainir ses contenus haineux et favoriser les contenus émanant de proches plutôt que de médias a aggravé la situation : les recommandations de Facebook ont favorisé les contenus « toxiques ». Divers médias et personnalités, pour gagner en audience, ont alors radicalisé leurs propos ; ces mémos montrent aussi que Facebook connaissait les effets pervers de cet algorithme pour la démocratie, notamment concrétisés par l'assaut du Capitole du 6 janvier 2021[3].
- L'enquête journalistique conclut que Facebook fait preuve d'un certain laxisme dans le contrôle de contenus en lien avec le trafic de drogue, le trafic d'êtres humains ou d'autres formes d'esclavagisme moderne (ex : publicités postées par des agences offrant une main-d'œuvre corvéable à merci et dont les passeports sont confisqués) ou de mafias (ex : annonces faites par un cartel mexicain recherchant des tueurs à gages ; des vidéos d'exécutions ou de violences sont restées plusieurs mois en ligne, simplement parce que sur les 3,2 millions d'heures de modération de contenus, seuls 12 % du temps concernait le contrôle des posts dont l'origine était hors des États-Unis, alors que trois fois plus d'heures de travail visaient le développement commercial « et à éviter que des publicités n'apparaissent pas à côté de contenus peu appréciés par les publicitaires »[3]. Les Facebook Papers montrent que l'entreprise connaissait ces problèmes mais que sa réponse était inadéquate et/ou tardive[3].

Frances Haugen a témoigné devant le Sénat des États-Unis le 5 octobre 2021, pour demander une refonte de l'article 230 de la Communications Decency Act (CDA). Cet article datant des débuts d'Internet permet de supprimer le risque de poursuite judiciaire concernant les publications postées par les personnes utilisatrice de ces sites web en échange d'une pratique de modération de contenu.

### Effets boursiers
La capitalisation boursière de Facebook perd six milliards de dollars américains au cours des 24 heures suivant les révélations détaillées de Frances Haugen dans 60 Minutes. Cette chute est également, et probablement principalement, reliée à la panne mondiale ayant affecté le groupe Facebook durant environ six heures le 4 octobre,.

### Effets sur l'image de l'entreprise
Alors que Facebook et Mark Zuckerberg avaient plusieurs fois été mis en demeure de régler en interne les dérives et scandale mis à jour depuis les années 2010, après les plaintes et révélations de Frances Hauguen, certains parlementaires américains se sont montrés sévères : « Voici mon message à Mark Zuckerberg : l'époque où vous pouviez envahir notre vie privée, promouvoir des contenus toxiques et vous en prendre à des enfants et des adolescents est révolue » a déclaré Ed Markey (sénateur démocrate du Massachusetts), alors que Roger Wicker, sénateur républicain du Mississippi dénonçait la « faillite morale » de Facebook.

### Après Facebook
En septembre 2022, elle annonce la création de l'ONG Beyond the Screen, dont l'objectif est d'« assainir les réseaux sociaux ».